# José María Jover Zamora
José María Jover Zamora (Cartagena, 5 de juny 1920 - Madrid 21 de novembre de 2006) fou un historiador i mestre d'historiadors murcià.

## Biografia
Jover Zamora va començar en setembre de 1939 els seus estudis a la Universitat de Múrcia i els va continuar a la Universidad Central de Madrid, on va llicenciar-se en història el 1942. Posteriorment va ser professor a l'Escola de Comerç de Ciudad Real i becari al institut Jerónimo Zurita del Consell Superior d'Investigacions Científiques. Va esdevindre catedràtic d'història el 1949 i va començar la seva carrera docent com a becari a la Universitat Central de Madrid durant dos anys, abans de desenvolupar la seva carrera com a catedràtic a la Universitat de València (1950-1964) i la Universitat Complutense de Madrid (1964-1988), fins a la seva jubilació.
Va ser el gran renovador de la historiografia de l'Espanya contemporània: a mitjans dels anys 60 Jover s'incorpora als nous corrents historiogràfics europeus, rebent influències de l'Escola dels Annales o del català Jaume Vicens Vives. Considerat rescatador del terme "unamunià" intrahistòria, entre els seus deixebles hi ha prestigiosos historiadors com Javier Tusell, Juan Pablo Fusi o Ángel Bahamonde Magro.
El 1975 rep l'encàrrec de dirigir la Historia de España fundada i dirigida per Ramón Menéndez Pidal fins a la seva mort, reestructurant i ampliant el seu pla.

## Distincions
- El 1981 li va ser atorgat el Premio Nacional de Historia de España.
- El 1985 se li va concedir el títol de Doctor Honoris causa per la Universitat de Múrcia.
- En 2000 el XIV Premi Internacional Menéndez Pelayo.

## Obres
- Historia de España: la Edad Contemporánea, Barcelona, Teide, 1979.
- La civilización española a mediados del siglo XIX, Madrid, Espasa-Calpe, 1992 ISBN 978-84-239-7259-3
- Realidad y mito de la primera república, Madrid, Espasa-Calpe, 1991 ISBN 978-84-239-1994-9
- Historiadores españoles de nuestro siglo.  Real Academia de la Historia, 1999. ISBN 9788489512221.
- España en la política internacional: siglos XVIII-XIX.  Marcial Pons, 1999. ISBN 9788495379047.